# Carol Collins
Carol Hollingworth Collins (Estados Unidos, 21 de março de 1931 - Campinas, 18 de setembro de 2022) foi uma professora brasileira, especialista em química analítica.

## Educação e carreira
Carol Hollingworth  nasceu nos Estados Unidos, em 1931. Formou-se em Química na Bates College e obteve seu Doutorado em Físico-Química e Química Orgânica, pela Iowa State University of Science and Technology. Logo depois, realizou pesquisa de pós-doutoramento em Físico-Química Orgânica, na Universidade do Wisconsin. Mudou-se então para Lovaina, na Bélgica, onde trabalhou no Brookhaven National Laboratory, no Western New York Nuclear Research Center. Em seguida, trabalhou no sudoeste da Ásia.
Em 1974, veio ao Brasil a convite do então Diretor do Instituto de Química, da Universidade Estadual de Campinas (então com menos de 10 anos de criação), para integrar o corpo de docentes do programa de ensino, pesquisa e extensão. A primeira disciplina que ministrou no Brasil foi a de “Métodos de Separação”. Pela idade da instituição, é considerada uma das pessoas responsáveis pela estruturação do IQ.
Carol aposentou-se em 1996. Mas, até 2019, ainda estava ativa como colaboradora do Instituto de Química (IQ), orientando alunos de pós-graduação e traduzindo para o inglês mais de 200 artigos de colegas do IQ por ano.
| “                         | Mesmo sendo uma sumidade na área, a professora [Carol Collins] sempre mantinha uma atitude humilde. Gostava demais de passar conhecimento e tinha uma vitalidade como poucos. | ” |
| — Beatriz Grespan Bottoli | |   |

Faleceu em 18 de setembro de 2022, aos 91 anos de idade, em sua casa na cidade de Campinas. Seu corpo foi cremado. Diversas instituições publicaram notas de pesar por seu falecimento.

## Vida pessoal
Carol Hollingworth Collins casou-se com Kenneth E. Collins. Ambos chegaram juntos ao Brasil para serem professores e pesquisadores do programa de pós-graduação do Instituto de Química, da recém-criada Unicamp.

## Prêmios e reconhecimentos
- 2012 - professora emérita da Unicamp[1]
- pesquisadora emérita do Conselho Nacional de Desenvolvimento Científico e Tecnológico (CNPq)[1]
- Prêmio Marie Curie, da American Association of University Women[1]
- Medalha Simão Mathias, da Sociedade Brasileira de Química (SBQ)[1]
- homenagem durante as comemorações dos 30 anos da SBQ[1]
- homenagem do Journal of the Brazilian Chemical Society[1]
- Medalha Carol Collins, do Encontro Nacional de Química Analítica desde 2018[1]
- uma das poucas mulheres da Academia Brasileira de Ciências[1]

## Livros
- 2006 - Fundamentos de Cromatografia[1]
- 1987 - Introdução a Métodos Cromatográficos[1]

## Associações
- 2005 - Academia Brasileira de Ciências[1][2]